# Синселехо
Синселе́хо (исп. Sincelejo) — город и муниципалитет на севере Колумбии, административный центр департамента Сукре.

## История
Поселение на месте ранее существовавшей в тех местах индейской деревни было основано 4 октября 1535 года под именем Сан-Франциско-де-Асис-де-Синселехо. Длительное время город входил в состав провинции Картахена. В 1908—1910 годах являлся административным центром одноимённого департамента. С 1966 года Синселехо является административным центром департамента Сукре.

## Географическое положение

Муниципалитет Синселехо

Город расположен в западной части департамента, восточнее горного хребта Серрания-де-Сан-Хасинто, на расстоянии приблизительно 515 километров к северо-северо-западу (NNW) от столицы страны Боготы. Абсолютная высота — 218 метров над уровнем моря.

Площадь муниципалитета составляет 275 км².

## Население
По данным Национального административного департамента статистики Колумбии, совокупная численность населения города и муниципалитета в 2012 году составляла 263 751 человека.
Динамика численности населения города по годам:
| 1973   | 2005    | 2006    | 2007    | 2008    | 2009    | 2010    | 2011    | 2012    |
| ------ | ------- | ------- | ------- | ------- | ------- | ------- | ------- | ------- |
| 77 000 | 237 618 | 241 380 | 245 104 | 248 784 | 252 522 | 256 241 | 259 984 | 263 751 |

Согласно данным переписи 2005 года мужчины составляли 48,4 % от населения города, женщины — соответственно 51,6 %. В расовом отношении белые и метисы составляли 76,1 % от населения города; индейцы — 14,5 %; негры — 9,4 %.
Уровень грамотности среди населения старше 15 лет составлял 88,1 %.

## Экономика и транспорт
Наиболее развитыми сферами экономики города являются сфера сельскохозяйственного производства, в чьей структуре преобладает животноводство, а также сфера торговли. В окрестностях Синселехо выращивают кукурузу, бананы, маниок и ямс. Промышленность развита слабо и представлена предприятиями, производящими продукты питания, одежду, обувь, а также продукты деревообработки.
Ближайший аэропорт расположен в городе Коросаль.